# Hrvatska demokratska stranka (1905.)
Hrvatska demokratska stranka utemeljena je 1905. u Dalmaciji, inicijativom Josipa Smodlake. Program stranke bila je borba za demokratske slobode i za socijalne reforme kojima bi se poboljšao životni položaj težaka, radnika i pomoraca.
Himna stranke je bila pjesma "Slobodarka" (poznata po prvom stihu Padaj silo i nepravdo).
4. lipnja 1906. na glavnoj skupštini Hrvatske napredne stranke u Zagrebu, na kojoj se odlučilo ujediniti Hrvatsku naprednu stranku i Hrvatsku demokratsku stranku u Dalmaciji u Hrvatsku pučku naprednu stranku. Nakon ovog ujedinjenja je dotadašnje glasilo Sloboda, za kojeg je veliki broj članaka pisao dr Josip Smodlaka, postao neovisnim.